# Georg Henisch

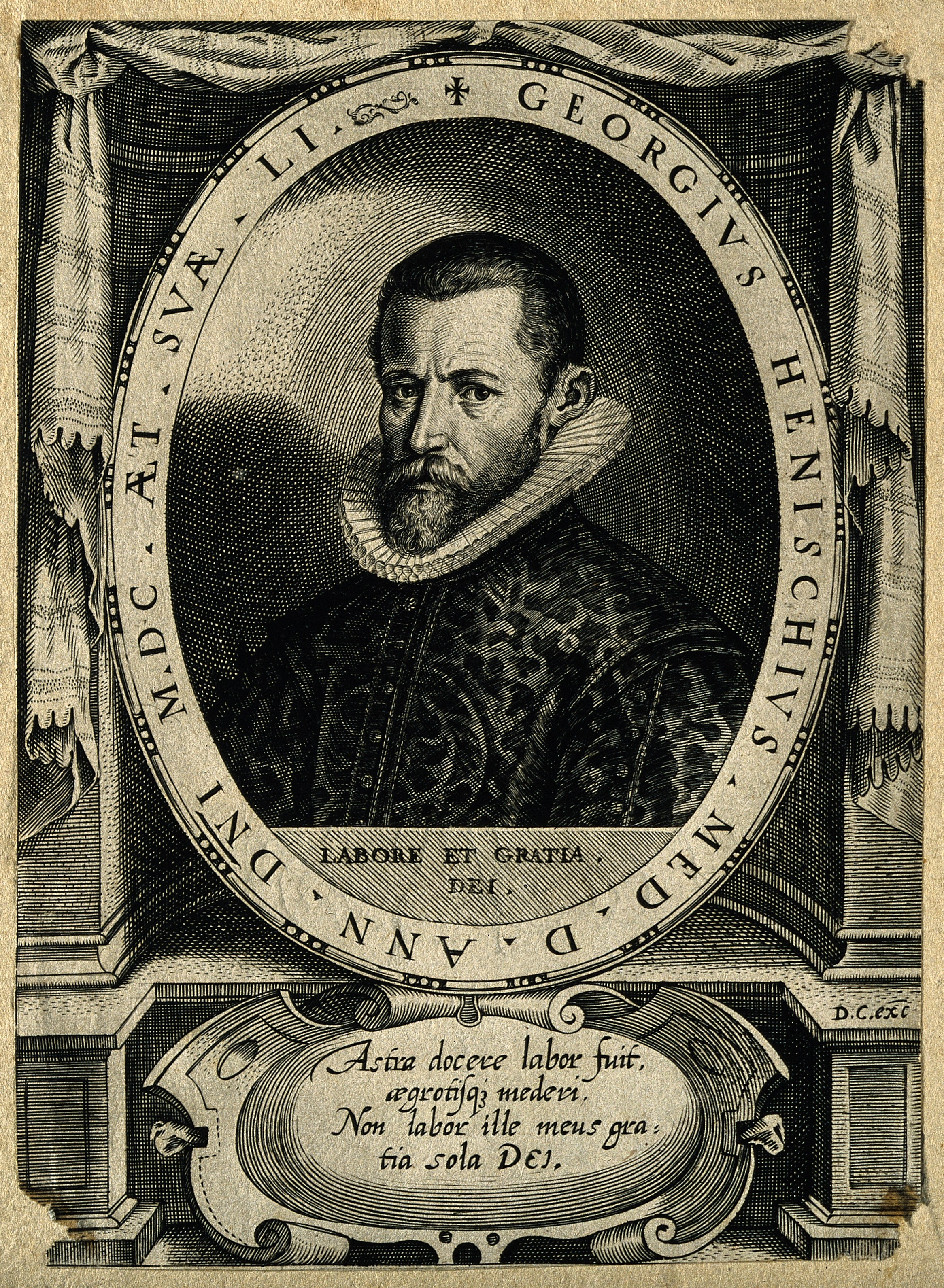
Georg Henisch

Georg Henisch (* 24. April 1549 in Bartfeld; † 31. Mai 1618 in Augsburg) war ein Humanist, Pädagoge, Mediziner und Lexikograf.

## Leben
Georg Henisch stammte aus einer Familie von Zipser Sachsen, die auch seine Geburtsstadt Bartfeld prägten. Sein Vater Johannes Henisch war Syndikus in seiner Geburtsstadt geworden. Nach dem Besuch des Gymnasiums in Linz bezog er 1566 die Universität Wittenberg, wechselte 1570 an die Universität Leipzig, bezog auch die Universität von Paris und beendete seine Studien an der Universität Basel, wo er 1576 zum Doktor der Medizin promoviert wurde.
Auf Empfehlung von Hieronymus Wolf wechselte er 1576 an das Augsburger Annagymnasium, wo er als Gymnasialprofessor für Logik und Mathematik bis 1617 tätig war. Zusätzlich gab er auch Unterricht in Hebräischer Sprache, Griechischer Sprache, Latein und Rhetorik. Mit Simon Fabricus (1533–1593) bekleidete er das Amt des Rektors der Anstalt 1580–1593. Zudem unterstand ihm die Stadtbibliothek, deren ersten Katalog der Drucke er herausgab (ältester Druckkatalog) und er führte bis zu seinem Tode eine stark besuchte Praxis.
Als viermaliger Dekan des Augsburger Ärztekollegiums führte er dessen Akten seit der Gründung im Jahre 1582 und hat so die Grundlage der Augsburgischen Medizingeschichtsschreibung geschaffen. Henisch bewegte sich im Humanistenkreis von Markus Welser, mit dem er auch den Verlag „Ad insigne Pinus“ gründete, der sich später als Verteidiger eines christlichen Humanismus als Werkzeug der Gegenreformation entwickelte. Im Wesentlichen auf praktische Erkenntnisse und Ergebnisse gerichtet, kam Henisch den Wünschen des nüchtern rechnenden und zählenden Bürgertums entgegen.
Als Mediziner hat er ein Handbüchlein herausgebracht und eine Aretäus-Ausgabe ediert. Zudem beschäftigte er sich sein Leben lang mit Astronomie und gab alljährlich einen astronomischen Kalender heraus. Außerdem ist er der Verfasser des ersten deutschen Wörterbuches, das als erster Band die Buchstaben A–G behandelt und worin er 10 Sprachen vergleicht. Henisch gilt als einer der letzten Repräsentanten des Humanismus, der den Übergang zum Zeitalter der Naturwissenschaften ebnete.

## Schriften (Auswahl)
- Artzney-Buch Sexti Platonici Philosophi von Vöglen, wilden und zamen Thieren : wie man dieselb in der Artzney für allerhandt Kranckheiten brauchen soll / jetzt erstmals verteutscht durch Georgen Henisch von Bartfeld. 1582 (Digitalisierte Ausgabe der Universitäts- und Landesbibliothek Düsseldorf).
- Artztbuechlin / Newe vnd wunderbare weiß begreiffend / wie man allerhand Fruecht / Gartenkreuter / Wurtzel / Beer vnd Trauben artznen soll/ daß man dieselb zum purgieren moege gebrauchen. Auch eine schoene weiß vnd kunst mancherley Wein zu machen / sampt einer erzehlung etlicher geartzneten Wein / so fuer allerhand Kranckheiten nutzlich seind. Durch … Antonium Mizaldum [Antoine Mizauld (1520–1578)] in Lateinischer Sprach beschrieben. Jetzund aber allen Haußhaltern vnd liebhabern der Artzney zu nutzen verteutscht.
- Artztgarten. Von Kreutern so in den Gaerten gemeinlich wachsen / vnnd wie man durch dieselbigen allerhand kranckheiten vnd gebrechen eylends heilen sol. Durch Den Hochgelehrten Anthonium Mizaldum [Antoine Mizauld] auß Franckreich erstlich in Lateinischer sprach außgangen. Jetzt Aber neuwlich verteutschet durch Georgen Henisch von Bartfeld; vormals in Teutscher sprach nie gesehen worden.
- Neünhundert Gedaechtnußwuerdige Geheimnuß vnnd Wunderwerck / Von mancherley Kreutern / Metallen / Thieren / Voegeln vnd andern natuerlichen Kuensten vnd Historien. Erstlich durch … Antonium Mizaldum [Antoine Mizauld] auß Frankreich in Latin zusammen getragen. Jetzt aber newlich allen Kunstliebende[n] zu nutz vnd gut / auch besser erklaerung / in Hochdeutsche sprach gebracht durch Georgium Henisch von Bartfeld. – Basel : Perna, 1582 (Digitalisierte Ausgabe).
  - Ausgabe von 1615 (Digitalisierte Ausgabe der Universitäts- und Landesbibliothek Düsseldorf).
- Teütsche Sprach und Weißheit: Thesaurus linguae et sapientiae Germanicae, A–G [mehr nicht erschienen]. Augsburg 1616. 1973 (1.875 Sp.; Google Books).
- Artzneybuch Sexti Platonici Philosophi von den Vöglen, wilden und zamen Thieren : wie man dieselben in der Artzney für allerhand Kranckheiten gebrauchen soll, gantz lustig, nutzlich und gut gemeinen Haußhaltern, auch allen Liebhabern der Artzney zu lesen und zu wissen (Digitalisierte Ausgabe).
- De numeratione multiplici, vetere et recenti. Augustae Vindelicorum 1605 (Digitalisierte Ausgabe der Sächsischen Landesbibliothek – Staats- und Universitätsbibliothek Dresden).